# Seasons in the Abyss
Seasons in the Abyss är ett musikalbum av det amerikanska thrash metal-bandet Slayer, utgivet den 9 oktober 1990 av Def American Recordings som CD, vinyl och på kassett. På detta album delar Rick Rubin och Andy Wallace ansvaret som producenter tillsammans med bandet. Howie Weinberg mastrade albumet och liksom på de två skivorna innan är Lawrence W. Carroll omslagsillustratör. Gitarristerna Jeff Hanneman och Kerry King stod för låtskrivandet och tillsammans med sångaren Tom Araya även för låttexterna. Seasons in the Abyss skulle visa sig bli Dave Lombardos sista album med Slayer innan han lämnade bandet för nästan tio år och kom tillbaka först år 2001.
Albumet låg som bäst på plats nummer 40 på amerikanska Billboard-listan och topp 20 på den brittiska försäljningslistan. Titelspåret släpptes som singel och Slayer var i Egypten och spelade in en musikvideo till den. Bland albumspåren finns kända Slayer-låtar som den textmässigt kontroversiella "Dead Skin Mask" som handlar om seriemördaren Ed Gein, och förstaspåret "War Ensemble" som spelades flitigt på MTV:s program Headbanger's Ball. Seasons in the Abyss sålde bra och skivan certifierades med guld av RIAA 9 april 1993.

## Låtlista
| Nr  | Titel                | Text                     | Musik          | Längd |
| --- | -------------------- | ------------------------ | -------------- | ----- |
| 1.  | War Ensemble         | Tom Araya, Jeff Hanneman | Hanneman       | 4:54  |
| 2.  | Blood Red            | Araya                    | Hanneman       | 2:50  |
| 3.  | Spirit in Black      | Kerry King               | Hanneman       | 4:07  |
| 4.  | Expendable Youth     | Araya                    | King           | 4:10  |
| 5.  | Dead Skin Mask       | Araya                    | Hanneman       | 5:20  |
| 6.  | Hallowed Point       | Araya, Hanneman          | Hanneman, King | 3:24  |
| 7.  | Skeletons of Society | King                     | King           | 4:41  |
| 8.  | Temptation           | King                     | King           | 3:26  |
| 9.  | Born of Fire         | King                     | Hanneman, King | 3:07  |
| 10. | Seasons in the Abyss | Araya                    | Hanneman       | 6:36  |

## Medverkande

### Slayer
- Tom Araya – elbas, sång
- Jeff Hanneman – sologitarr, kompgitarr
- Kerry King – sologitarr, kompgitarr
- Dave Lombardo – trummor

### Övrig medverkan
- Rick Rubin – producent
- Andy Wallace – producent, mixning
- Howie Weinberg – mastering
- Lawrence W. Carroll – omslagskonst